# Maureillas-las-Illas
Maureillas-las-Illas (in catalano Morellàs i les Illes, in spagnolo Morellàs y las Islas) è un comune francese di 2 700 abitanti situato nel dipartimento dei Pirenei Orientali nella regione dell'Occitania.

## Società

### Evoluzione demografica
Abitanti censiti